# Vixen!
Vixen! és una pel·lícula dramàtica i satírica softcore de sexplotació estatunidenca del 1968 dirigida per Russ Meyer i protagonitzada per Erica Gavin. Va ser la primera pel·lícula que va rebre una classificació X per les seves escenes de sexe, i va ser un gran èxit per Meyer. La pel·lícula va ser desenvolupada a partir d'un guió de Meyer i Anthony James Ryan.
La pel·lícula tracta de les aventures de la Vixen (Gavin), amb sobresexualitat, mentre manipula sexualment a tothom que coneix. Les tabús-violacions de la història augmenten ràpidament, inclosos els temes de l'incest i el racisme.

## Argument
Al cor de la natura salvatge del Canadà, Vixen Palmer, sensual i sexualment assertiva, s'avorreix ràpidament quan el seu marit Tom, un guia i pilot del desert, marxa cap a les muntanyes. La hipersexual Vixen allibera la seva frustració intentant seduir qualsevol persona a l'abast, inclosa una parella que el seu marit porta a casa com a clients (per separat), un Mountie i, finalment, el seu propi germà, Judd.
La pel·lícula finalment s'endinsa en la sàtira política quan el racisme de Vixen i l'amenaça del comunisme es discuteixen llargament entre els personatges mentre la pel·lícula arriba al seu final. Al final de la pel·lícula, el seu marit porta una altra parella a casa i la Vixen somriu, aparentment planejant seduir-los.

## Producció
Erica Gavin era una ballarina de clubs que coneixia dones que havien actuat en altres pel·lícules de Meyer. Va respondre a un anunci de cerca d'actors per Vixen i va ser elegida.
Meyer va recordar: "Vaig pujar de valent al lloc de Vixen sense cap dama principal i vaig deixar un parell dels meus secuaços per intentar trobar algú. Sempre és difícil. Però l'Erica tenia una qualitat curiosa. No tenia el millor cos, ja ho saps. Ella no tenia els pits aixecats com els altres."
La pel·lícula es va rodar a Miranda (Califòrnia). Durant la pel·lícula, George Costello va tenir una relació amb Gavin, que va portar al final de la relació professional de Costello amb Meyer.
Meyer va dir que l'escena de sexe entre Gavin i el seu germà "va ser la millor de totes. Ella [Erica Gavin] realment va mostrar una qualitat animal que mai havia pogut aconseguir abans: la manera com va grunyir i es va quedar allà i ho va fer. Va ser una feina realment notable... He fet moltes bromes, però hi ha alguna cosa sobre l'Erica i el seu germà que va ser simplement notable... [això] realment representa la manera com m'agrada fer-ho".

## Repartiment
- Erica Gavin: Vixen
- Garth Pillsbury: Tom
- Harrison Page: Niles
- Jon Evans: Judd
- Vincene Wallace: Janet King
- Robert Aiken: Dave King
- Michael Donovan O'Donnell: O'Bannion

## Recepció
La pel·lícula va ser un gran èxit de taquilla. Més tard, Meyer ho va atribuir al fet que "va ser tan franc per a la seva època. I molt d'això s'havia d'atribuir a Erica Gavin. Tenia una qualitat que també atreia a les dones. I les dones venien en gran nombre."
Meyer va explicar més tard:
| « | Crec que a moltes dones els hauria agradat haver pogut actuar com Vixen unes quantes vegades a la seva vida. Tenir una tarda en què haurien pogut acostar tres nois, tenir una aventura amb la seva millor amiga, això endreçaria a molta gent... Tot el que ella [Vixen] tocava estava millorat. Ella no destruïa, ajudava. Si hi havia un matrimoni que s'estava deteriorant, ella hi injectava alguna cosa que ho feia millor... Crec que cada home en un moment o altre gaudiria molt de trobar-se amb una dona agressiva com Vixen... Ella era com un batedor d'interruptors. Mostreu a aquesta noia com una jardinera d'utilitat: podria ocupar totes les posicions. | » |

Meyer va dir que va utilitzar el sexe a la pel·lícula per fer punts sobre el fanatisme racial i el comunisme.

### Recepció crítica
Los Angeles Times va anomenar la pel·lícula "una bona diversió neta per adults... pot ser la millor pel·lícula de Meyer fins ara".
El New York Times la va titllar de "lliscant i lasciva."
Roger Ebert la va anomenar "la pel·lícula per excel·lència de Russ Meyer... L'habilitat de Meyer per mantenir les seves pel·lícules lleugeres i burlesques va treure l'avantatge del sexe a la gent que veia la seva primera pel·lícula amb nus. Quan va fer Vixen, Meyer ja havia va desenvolupar un estil de direcció tan obert, directe i de bon humor que dominava el seu material. Estava disposat a utilitzar diàlegs tan ridículs... situacions tan òbviament iròniques, personatges tan increïblement estereotipats i més grans que la vida, que fins i tot la majoria de les seves escenes tòrrides acostumaven a sortir de si mateixes. Vixen no sols era una bona pel·lícula de nus, sinó una sàtira despietada sobre tot el gènere."